# 朱厚燽
淮憲王朱厚燽（1519年—1563年），是明朝淮莊王朱祐楑的长子。朱祐楑死后，1539年繼承父亲的王位。朱厚燽1563年去世，諡號憲王。
| 前任者： 父莊王朱祐楑 | 明淮國國王 1539年－1563年 | 繼任者： 子恭王朱載坮 |